# 前王庄

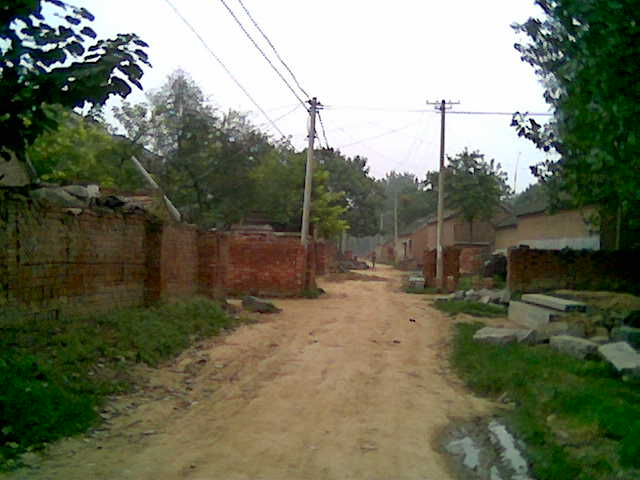
前王庄街道（2007）。

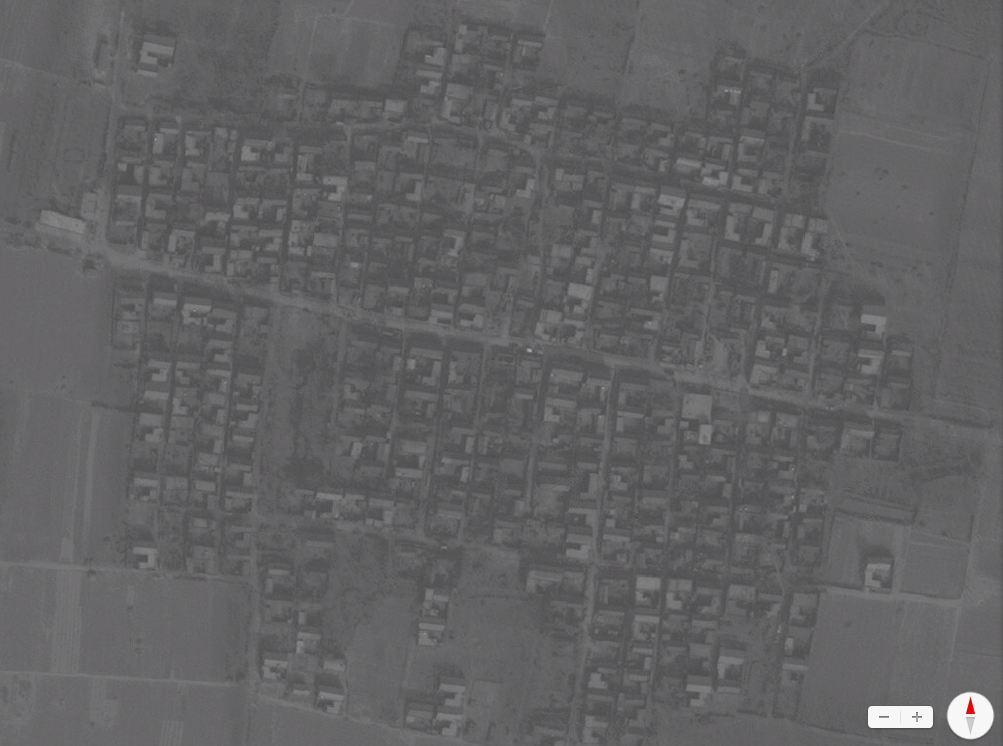
前王庄卫星照片（2013）

前王庄位于山东省巨野县柳林镇东南，与刘楼、张堂、黄堂、义和集、崔庄相邻。2008年人口一千左右，以王姓为主，同时有黄姓、许姓等。该自然村现为“五一行政村”之一。

## 历史
根据《村志》记载，该村早期居民由洪武年间，迁自山西洪洞。

## 经济
该村是传统的务农村，近年村民多外出打工。
该村位于万福煤矿的规划开发范围内。

## 教育
五一小学在近年弃用后，现村中未建小学。附近有刘楼小学，初级中学则在柳林镇中学或万丰中学完成。

## 交通
村中仍无沥青（或水泥）街道。 